# 朝のマンガ劇場
『朝のマンガ劇場』（あさのマンガげきじょう）は、1982年4月から1988年3月までフジテレビの平日（土曜日も有り）7:30 - 8:00（JST）に放送された、テレビアニメの再放送枠の名称である。

## 概要
15年半に渡って放送された『ママとあそぼう!ピンポンパン』に代わって設置された枠で、直前まで土曜7:30で放送された『あつまれ!チビッコ劇場』を引き継ぐかたちで開始した。放送アニメは『あつまれ』同様、竜の子プロダクション作品や『世界名作劇場』作品が多かった。なお1985年2月からは土曜8:00 - 8:30枠にも設置され、月～土に拡大して放送したが、土曜版は同年9月限りで放送を打ち切った。また平日版は、1987年4月より7:58に『ショットガン』が設置されたのに伴い、2分短縮された。1988年4月の改編で、『FNNモーニングコール』の枠移動と『ひらけ!ポンキッキ』の枠拡大に伴い廃枠となり、継続中の『愛少女ポリアンナ物語』は土曜6:45 - 7:15に移動したが、この枠も同年9月一杯で廃枠になり、20年半続いたフジテレビ朝の再放送枠は全廃となった。

## 放送作品一覧
- 家族ロビンソン漂流記 ふしぎな島のフローネ
- トム・ソーヤーの冒険
- アラビアンナイト シンドバットの冒険
- ペリーヌ物語
- フランダースの犬
- 母をたずねて三千里
- 昆虫物語 みなしごハッチ
- 昆虫物語 新みなしごハッチ - 毎日放送制作。本放送を実施した毎日放送・テレビ朝日（旧NETテレビ）系列および関西地区ネットチェンジ後の毎日放送の所属系列であるTBS系列の優先放送権が失効していたため。制作クレジットはタツノコプロ側が毎日放送のクレジットを省いた素材を用意した。
- てんとう虫の歌
- 赤毛のアン
- 南の虹のルーシー
- マジンガーZ
- グレートマジンガー
- アルプス物語 わたしのアンネット
- アルプスの少女ハイジ
- 山ねずみロッキーチャック
- 小さなバイキング ビッケ
- 牧場の少女カトリ
- 小公女セーラ
- 愛少女ポリアンナ物語